# Mali Rigelj

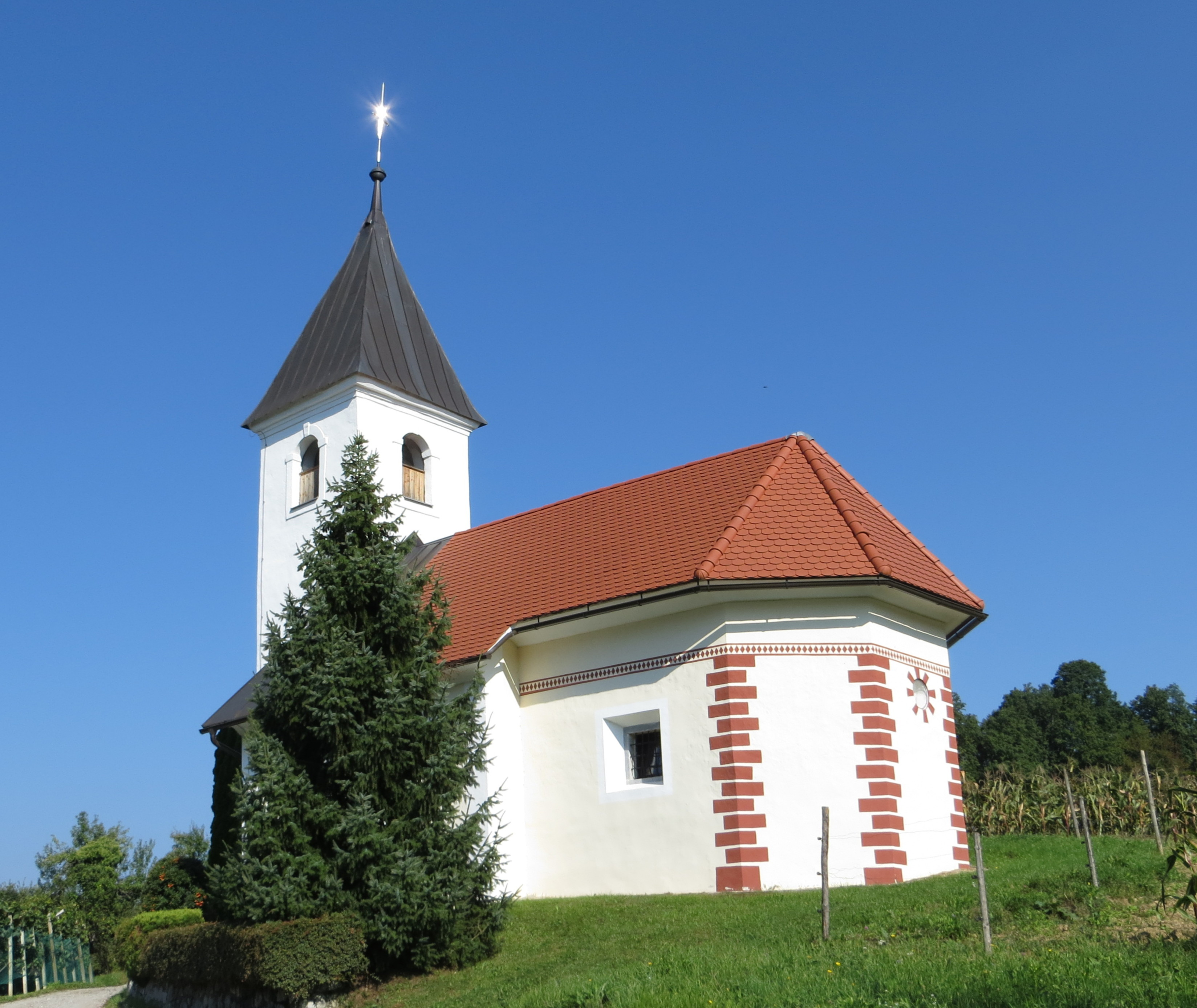
St. Ursula in Mali Rigelj

Mali Rigelj (deutsch Kleinriegel bei Pöllandl) ist eine Siedlung in der slowenischen Gemeinde Dolenjske Toplice im Südosten des Landes.
Der Ort liegt südlich von Veliki Rigelj. Er gehörte ursprünglich zur Gemeinde Pöllandl (Kočevske Poljane) und damit zum Gottscheer Land. Die Gegend ist Teil der historischen Region Unterkrain und gehört heute zur Region Jugovzhodna Slovenija (Südost-Slowenien).
Der Name Rigelj ist in Slowenien weit verbreitet. Er basiert auf dem slowenischen Substantiv rigelj "Vorgebirge", abgeleitet von deutsch Riegel, das auch in süddeutschen Dialekten die gleiche Bedeutung hat.
Die Ortskirche St. Ursula gehört zur katholischen Kirchengemeinde Poljane-Dolenjske Toplice (Pöllandl-Töplitz) und stammt aus der ersten Hälfte des 18. Jahrhunderts.